# ドメニコ・マリア・カヌーティ
ドメニコ・マリア・カヌーティ（Domenico Maria Canuti、 1625年4月5日 - 1684年4月6日）はイタリアのバロック時代の画家である。ボローニャやローマで活動した。

## 略歴
ボローニャで生まれた。グイド・レーニの工房に弟子入りした後、グエルチーノの弟子になった。多くの天井画や壁画を描き、1650年頃から1660年の間と1670年代の終わりにはローマで働き、サンティ・ドメニコ・エ・シスト教会(Santi Domenico e Sisto)の装飾画を描いた。オリヴェタン修道院(Olivetans)からもしばしば注文を受けた。フランチェスコ・コッツァ(Francesco Cozza: 1605–1682)やカルロ・マラッタ(Carlo Maratta: 1625–1713) とアルティエリ宮殿(Palazzo Altieri)の装飾の仕事も行った。ローマのコロンナ宮殿(Palazzo Colonna)の壁画も制作した。
ボローニャに戻った後、サン・ミケーレ教会（San Michele in Bosco）のライブラリやぺポリ・カンポグランデ宮殿(Palazzo Pepoli Campogrande)、マントヴァのドゥカーレ宮殿(Ducal Palace)の壁画を描いた。
ドメニコ・サンティ(Domenico Santi: 1621-1694)やジャコモ・アルボレージ(Giacomo Alboresi: 1632–1677) とフェリチーニ宮殿(Palazzo Felicini)の壁画を描き、カヌーティの工房にはジュゼッペ・マリア・クレスピやジョヴァンニ・アントニオ・ブッリーニといった画家が働いた 。

## 作品

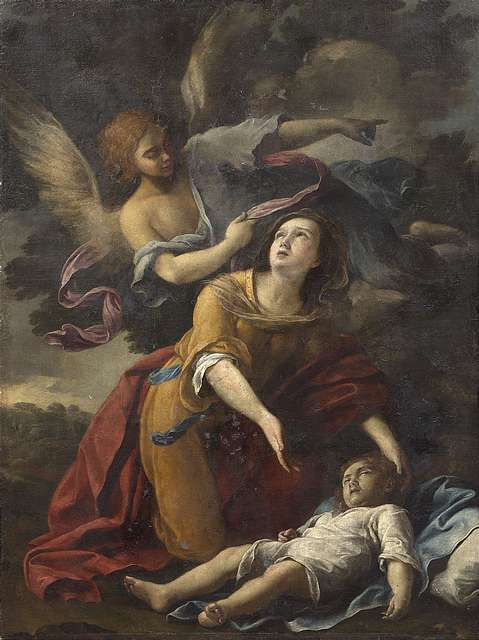
天使とハガル
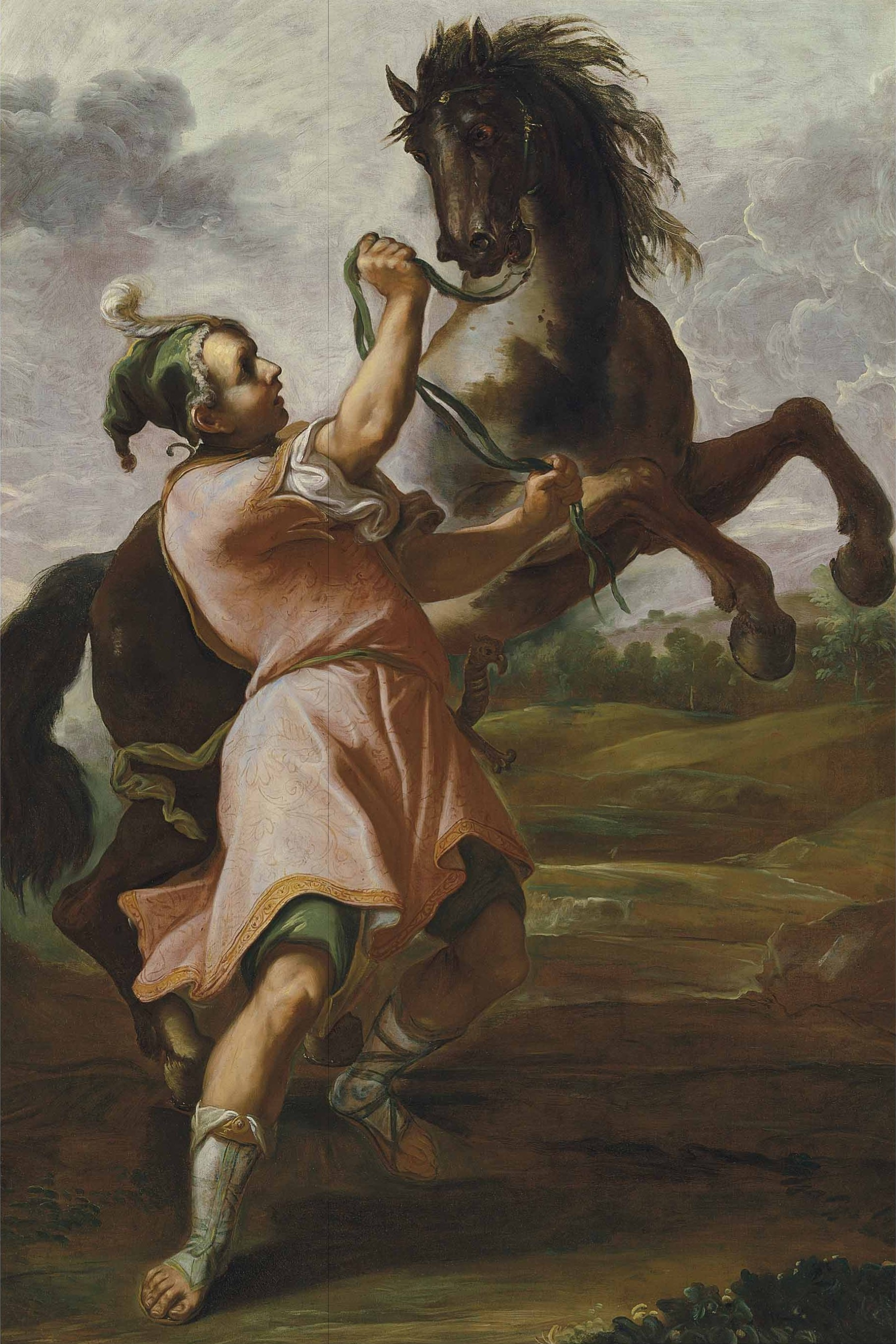
アレクサンドロス大王とブケパロス
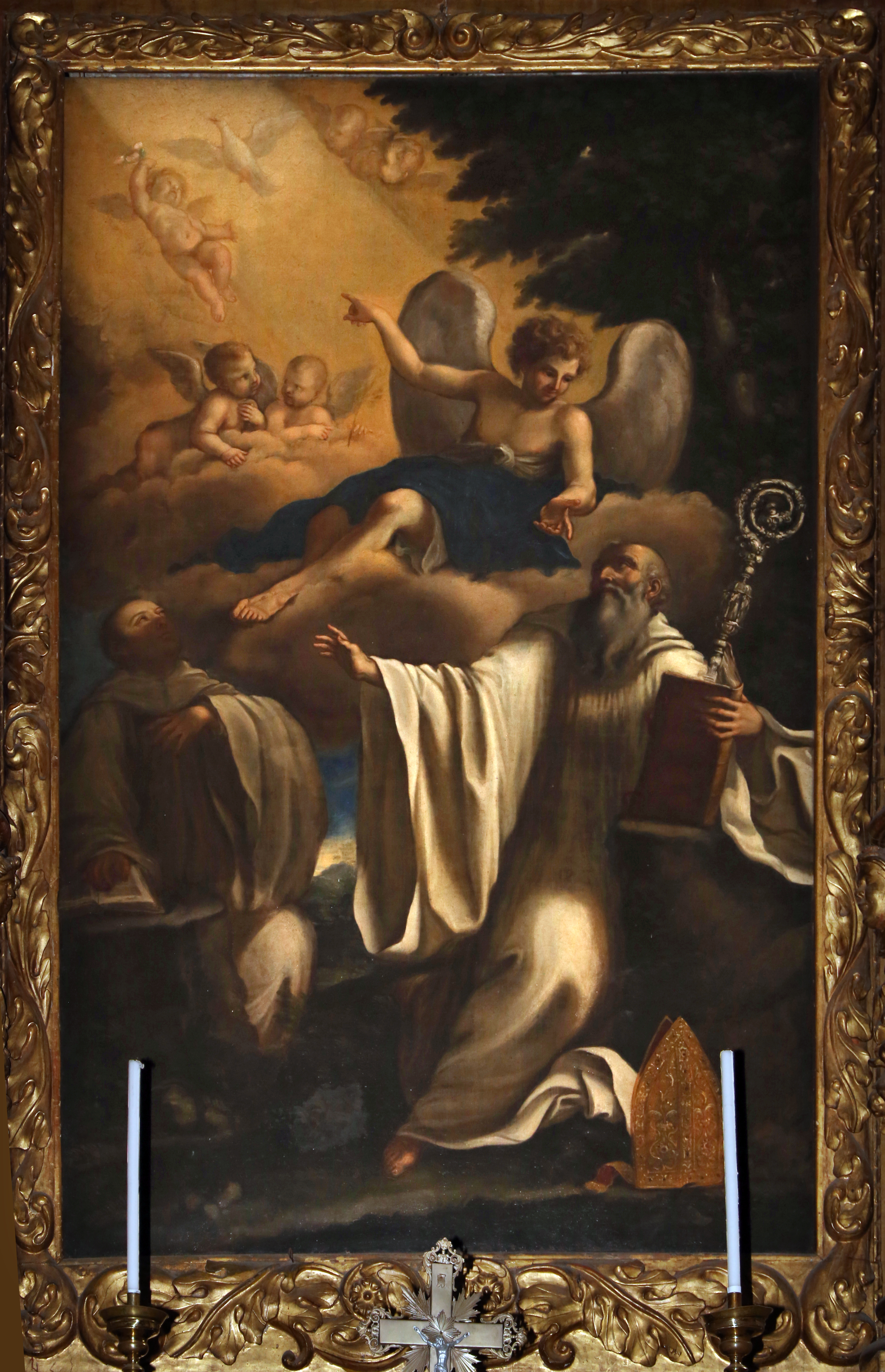